# 阿曼斑鮃
阿曼斑鮃（學名：Pseudorhombus annulatus）為輻鰭魚綱鰈形目鰈亞目牙鮃科的其中一種，為熱帶海水魚，分布於西印度洋阿曼馬斯喀特外海海域，棲息深度23-55公尺，體長可達10.5分，棲息在底層水域，生活習性不明。